# 坂本紀男
坂本 紀男（さかもと のりお）は、日本の音楽家。東京音楽大学声楽科名誉教授。
父は昭和期に活躍した流行歌手の霧島昇、母は同じくミス・コロムビアの松原操、妹はクラシック歌手の大滝てる子で、娘もピアニストである。
現在も父母のヒット曲を歌い継いでいる。

## 作品
- 蘇州夜曲/坂本紀男 1993年5月21日発売（コロムビアミュージックエンタテインメント）

作詞 西条八十
作曲 服部良一
編曲 服部克久
- おもいでのうた／この道～赤とんぼ/坂本紀男 1994年10月21日発売（ポニーキャニオン）